# Lesley-Ann Noel
Lesley-Ann Noel é designer, professora e pesquisadora no Departamento de Estudos em Design da Universidade Estadual da Carolina do Norte. Ela cursou bacharelado em Desenho Industrial na Universidade Federal do Paraná, no Brasil, mestrado em Administração de Empresas na University of the West Indies, em Trinidad y Tobago, e doutorado em Design pela North Carolina State University, nos Estados Unidos.
Noel desenvolve investigações com foco nos excluídos pela pesquisa em design, na busca pela igualdade e pela justiça social, através de lentes emancipatórias, críticas e anti-hegemônicas, com ênfase nos seguintes temas: decolonialidade, inovação social e ensino do design. Faz parte do Grupo Especial de Interesse em Design Pluriversal da Design Research Society. Também foi Diretora Associada de Design Thinking para Impacto Social na Tulane University e palestrante na Stanford University e na University of the West Indies.

## Ligações Externas
- https://lesleyannnoel.wixsite.com/website
- https://criticalalphabet.com/